# Званцов, Константин Иванович
Константи́н Ива́нович Званцо́в (14 (26) декабря 1823 — август 1890) — русский музыкальный критик и музыковед.

## Биография
В 1846 году окончил историко-филологический факультет Императорский Санкт-Петербургский университет. Его статьи отличались меткостью, остроумием и знанием дела. Помещались они в «Музыкальном и театральном вестнике» (1858), «Русской старине» (1888, «Воспоминания о Серове»), «Сыне Отечества» и пр. Званцов, большой поклонник Р. Вагнера, положил много труда на тщательные переводы либретто опер «Тангейзер» и «Лоэнгрин». Написал либретто опер «Атаман Устя», «Франческа да Римини» и др. Из музыкальных сочинений Званцова издана «La danza guerriera»; не издана музыка к «Гамлету».
Сын К. И. Званцова — Константин Константинович Криступ (1875—?), переводчик, композитор-любитель.

## Личные архивные фонды
- РГАЛИ, ф. 763, 29 ед. хр., 1847—1916[1].
- РНБ, ф. 1045, 295 ед. хр., 1825—1910-е гг.[1]